# Hoplobatrachus rugulosus
Hoplobatrachus rugulosus е вид жаба от семейство Dicroglossidae. Видът не е застрашен от изчезване.

## Разпространение
Разпространен е във Виетнам, Камбоджа, Китай, Лаос, Макао, Мианмар, Провинции в КНР, Тайван, Тайланд и Хонконг. Внесен е в Малайзия и Филипини.

## Описание
Популацията на вида е стабилна.